# カラメルキッチュ遊撃隊
『カラメルキッチュ遊撃隊』（カラメルキッチュゆうげきたい）は、大石まさるによる日本のSF漫画作品。『ヤングキングアワーズ』（少年画報社）の2012年4月号から2013年9月号まで連載された。単行本は全3巻。

## あらすじ
青い月が空に現れたとき、地球上の全ての都市は跡形もなく拭い去られた。「大消失」から十三年余りが経ち、都市を失いながらも人々は復興に向けて動き出している。しかし世界のあり方は以前とは様変わりしてしまっていた。「イホージン」と呼ばれる不気味な生き物が世界のあちこちを徘徊するようになったからだ。3人の少女――カラン、メル、イラは、キッチュと出会い、「イホージン」をめぐる冒険に巻き込まれていく。

## 登場人物
間宮 伽藍（まみや からん）
「遊撃隊」の戦闘員。13歳。
祖父とともに日本各地を転々としていて、物語の冒頭で舞倉地区にやってきた。両親を大消失で亡くし、祖父に男手ひとつで育てられた。
ライフルや刃物などの武器の扱いに長け、悪いイホージンを攻撃する描写が見られるものの、イホージン狩りは彼女らの帯びている任務の一部に過ぎないらしい。
男子顔負けに活発で、おしとやかさの欠片もない。が、それなりに着飾ると見違える。
岩井田 芽留（いわいだ める）
「遊撃隊」の母親役。13歳。岩井田牧場の経営者「イワキン」の娘。沢山の兄弟がいる。厳しい時代にもかかわらず物質的に恵まれた家庭に育ったため、少々、世間から浮いたところがある。財力に任せてお菓子を買い食いしているせいか肥満ぎみである。かなりのぽっちゃり系。
取り柄は圧倒的な包容力。イホージンの赤ん坊「ザブちゃん」を預けられたときには母性の片鱗を見せ、周囲の助けを借りつつも育てきった。
三枝 依良（さえぐさ いら）
「遊撃隊」の頭脳役。13歳。
スケバン風ファッションを好み、目つきが悪く、近寄り難い雰囲気を発散させているせいで周囲からは不良と誤解されている。目つきの悪さは睡眠不足が原因であるし、非行に走る描写も特には見受けられない。子供たちには敬遠されがちだが、カランやメル、キッチュとは良好な友人関係を築いている。
地熱発電所職員・三枝奏士のひとり娘。見た目によらず「乙女」である。
キッチュ
人語を解し、二足歩行も難なくこなす猫型のなにか。「反抗期における自立への第一歩――俗に言う家出」を遂行しているらしく、物語の冒頭ではオバケ型のイホージンに追いかけられていた。
キッチュと遭遇して以来、主人公の3人組は頻繁にイホージンと遭遇するようになる。

## 用語
大消失
作中時間の13年前に発生した地球規模の大災害。世界中の都市が住民とともに消滅してしまった。
都市が存在していた場所にはクレーターのみが残されていて、宇宙から眺めた日本列島は虫食いのようになっている。
舞倉地区
作品の主な舞台。日本列島の東北地方にあるとされ、賑やかな「舞倉町」と長閑な「花原村」からなる。
花原村の地熱発電所は一帯に電力を供給して地域の発展を支えているが、今の時代に電力に不自由をしないのは世界的に見ても稀なケースだという。生活水準は他の地域に比べて高く、大消失の影響はほとんど受けていない。
イホージン
大消失後の世界に出没する奇妙な生命体。世間では出現頻度の低さからオバケや妖怪、怪人や怪獣と混同されることも少なくないが、イラはイホージンの正体に対し「自意識を持っているし、知性もある、実在するなにかだ」と私見を述べた。
イホージンは極めて多様性に富んでいて、毎度々々、異なる形態で出現する。ときには人間に危害を加えることもある。
一部のオトナたちは大消失とイホージン、青い月を結び付け、イホージンに対して強烈な憎しみを覚えている。
青い月
大消失と同時に空に現れた青色の球体。本物の月の隣に浮いていて太陽との位置関係によっては満ち欠けもする。イホージンは青い月からやってきた異星人との説が流布しているものの真偽のほどは定かでない。野辺山の電波望遠鏡で観測したところ、青い月は幻影にすぎず、実在はしていないとの結論が出た。

## 書誌情報
- 大石まさる『カラメルキッチュ遊撃隊』 少年画報社〈ヤングキングコミックス〉、全3巻
  1. 2012年9月29日発売、ISBN 978-4-7859-3931-1
  2. 2013年2月28日発売、ISBN 978-4-7859-4028-7
  3. 2013年8月30日発売、ISBN 978-4-7859-5114-6